# Walkabout (Izgubljeni)
Walkabout je četvrta epizoda prve sezone televizijske serije Izgubljeni. Epizodu je režirao Jack Bender, a napisao David Fury. Prvi puta se emitirala 13. listopada 2004. godine na televizijskoj mreži ABC. Radnja epizode u flashbacku vrti se oko planova Johna Lockea da dođe u Australiju i sudjeluje u turi obilaska. U stvarnom vremenu radnja prati preživjele putnike koji se suočavaju s nedostatkom hrane zbog čega Locke odlazi u lov na divljeg vepra u džunglu, a ostatak grupe odluči spaliti trup aviona Oceanic 815.
Priča lika Johna Lockea osmišljena je tijekom pisanja scenarija za prethodnu epizodu, "Tabula Rasa", a redatelj epizode Walkabout odlučio je snimiti scene koje se događaju u prošlosti na način da iste povećavaju kontrast između Lockeovog života prije i poslije nesreće. Problemi zbog upotrebe pravog vepra za potrebe snimanja primorali su producente da koriste digitalne zamjene umjesto pravih životinja. Epizodu Walkabout gledalo je 18.16 milijuna ljudi. U početku je dobila iznimno pozitivne kritike, a nakon završetka emitiranja kompletne serije smatrala se jednom od najboljih epizoda iste. 

## Radnja

### Prije otoka
John Locke (Terry O'Quinn) radi uredski posao u tvrtki koja proizvodi kutije. Nadređeni mu je arogantni Randy Nations (Billy Ray Gallion) koji ga konstantno podbada i patronizira. U jednom trenutku Locke odgovara Randyju i osjeća se izvrsno zbog toga. Svoje osjećaje podijeli sa ženom preko telefona, ali uskoro otkrivamo da ona naplaćuje svoje razgovore s Lockeom po satu te da njih dvoje međusobno telefonski razgovaraju već osam mjeseci.
Nakon toga vidimo Lockea kako razgovara s jednim od vođa ture obilaska u Australiji. Agent ne dopušta Lockeu odlazak na turu zbog njegovog stanja, tvrdeći da se radi o velikom riziku za osiguravajuću kompaniju. Uskoro se čovjek diže sa stola i tada vidimo Lockea u invalidskim kolicima. Kasnije, nakon što avion Oceanic 815 doživi nesreću, Locke se budi na plaži i primijeti da može micati nožnim prstima te shvaća da mu invalidska kolica više nisu potrebna.

### Na otoku
Prošla su četiri dana od avionske nesreće; 25. rujna 2004. Veprovi dolaze u trup aviona koji je prepun trupala zbog čeka Jack Shephard (Matthew Fox) odluči da ga moraju spaliti. Sljedećeg dana preživjeli otkrivaju da su zalihe hrane izrazito slabe. Locke otkriva svoj set noževa i predloži da ode u lov na veprove u džunglu. U lovu mu se pridružuje i Kate Austen (Evangeline Lilly) - kojoj je Sayid Jarrah (Naveen Andrews) dao antenu koja bi, nakon što proradi, trebala uhvatiti signal glasa Francuskinje kojeg su čuli dva dana ranije - i Michael Dawson (Harold Perrineau).
Tijekom lova na veprove, jedna od životinja rani Michaela. Kate se s Michaelom vraća natrag na plažu dok Locke sam odlazi u džunglu. Nakon što se Kate i Michael vrate na plažu, ona se popne na drvo i tamo postavlja antenu. Međutim, prije nego uspije, čuje zvukove čudovišta što je uplaši zbog čega joj antena ispada i raspadne se. Čudovište kreće ravno na Lockea koji mu ne uzmiče, već ga samo ostane promatrati.
Michael i Kate vraćaju se u kamp i kada ona ode do Jacka reći mu što se dogodilo s Lockeom, Jack u daljini vidi muškarca u crnom odijelu koji ulazi u džunglu. Jack ga počne proganjati, a za petama mu ide Kate; međutim umjesto tajanstvenog muškarca oni pronalaze Lockea koji sa sobom nosi mrtvog vepra. Iste noći preživjeli spaljuju trup aviona dok Claire Littleton (Emilie de Ravin) održava komemoraciju za mrtve putnike koristeći informacije koje je pronašla u njihovim stvarima (putovnice, novčanici i prtljaga). Michael zahvaljuje Lockeu za ulovljenog vepra i nakon toga ga upita o čudovištu, ali Locke mu govori da ništa nije vidio. Gledajući u vatru, Locke ugleda svoja invalidska kolica i nasmije se. 

## Produkcija
Dok je pisao epizodu "Tabula Rasa", Damon Lindelof predložio je da John Locke bude u invalidskim kolicima prije dolaska na otok; ostatak scenarističkog tima u početku je bio šokiran tom idejom, ali kasnije su je objeručke prihvatili. Kako bi preokret oko navedenog bio što veći, tijekom epizode u flashback priči sve scene namjerno su snimane na način da prikrivaju kolica. U sceni u kojoj Locke sjedi na svom krevetu paraliza je vidljiva u obliku medicinskog stroja za živčanu stimulaciju koji se nalazi na noćnom ormariću. Lindelof je također osmislio i naziv epizode, Lord of the Flies, ali scenaristi su već odabrali naziv Walkabout.
Kako bi se povećao kontrast između Lockeovog života prije i poslije pada aviona, redatelj Jack Bender odlučio je ne koristiti zeleno i plavo slikovito izlaganje u flashbackovima budući su te dvije boje bile najprisutnije na otoku (džungla i more). Flashbackovi su također snimani sa statičnim kamerama i širokim lećama (stil Kuma) kako bi se što bolje dočarala tumornost i sterilnost Lockeovog svijeta, a predmeti poput automata postavljeni su u epizodu kako bi dočarali sve one stvari koje preživjeli u normalnom životu uzimaju "zdravo za gotovo", a koje im sada na otoku itekako nedostaju. Scene u kojima ponovno vidimo pad aviona snimane su na sličan način kao i one u Pilot epizodi, a jedina scena koja se ponavlja iz prve epizode serije je ona u kojoj Jack moli Lockea za pomoć.
Scene u kojima se vide veprovi u početku su se namjeravale snimiti s pravim životinjama. Međutim, budući je dopremanje tih životinja iz kontinentalnog dijela Sjedinjenih Država bilo preskupo, a životinje koje su se nalazile na Havajima nisu ličile na prave veprove i većinom su bile statične (u scenariju su životinje uglavnom trčale), producenti su odlučili koristiti kompjuterske digitalne efekte kao i reakcije glumaca te kadrove snimljene iz perspektive samih životinja.
Ovo je prva epizoda u kojoj se pojavljuje lik Christiana Shepharda, ali njega u ovoj epizodi ne glumi John Terry (on tada, naime, još uvijek nije dobio tu ulogu). Tijekom pisanja scenarija za ovu epizodu producenti su započeli sa Sayidovom pozadinskom pričom te su u epizodu ubacili slike Nadije. Scene u kojima Sayid gleda njezine fotografije ponovno su snimljene tijekom produkcije epizode "Solitary" i nakon što je glumica Andrea Gabriel dobila ulogu Nadije budući su originalne fotografije pokazivale druge glumice.

## Kritike
Epizodu Walkabout gledalo je 18.16 milijuna ljudi što je za 1.6 milijuna više gledatelja od prethodne epizode, "Tabula Rasa".
Kritike za epizodu bile su vrlo pozitivne. Chris Carabott iz IGN-a dao je epizodi ocjenu 9.5/10, istaknuvši da je "glumac Terry O'Quinn fantastičan" i komentirajući da je prikazivanje Lockea iz "lika koji se činio samouvjerenim i snalažljivim muškarcem tajanstvene i intrigantne prošlosti" u "ljudsku školjku koja očajnički traži svoje mjesto na ovome svijetu" bilo "fantastično suprotstavljanje različitosti između Lockea prije otoka i Lockea na otoku". Također je nahvalio i sporedne priče, istaknuvši da je "Matthew Fox odradio sjajan posao glumeći nevoljkog vođu" kao Jack Shephard te da je priča Shannon-Charlie dala "pravu dozu komičnog olakšanja". Ryan Mcgee iz Zap2it opisao je otkriće da je Locke zapravo paraplegičar "jednim od odlučujućih trenutaka kompletne serije" te komentirao da je epizoda "definitivno uvela seriju u kategoriju onih koje se moraju pogledati".
Za epizodu Walkabout, scenarist David Fury bio je nominiran za prestižnu televizijsku nagradu Emmy u kategoriji najboljeg scenarija dramske serije. Magazin Entertainment Weekly postavio je Walkabout na prvo mjesto najboljih epizoda prve sezone serije. IGN ju je postavio na peto mjesto najboljih epizoda kompletne serije Izgubljeni, odmah iza epizoda "The Life and Death of Jeremy Bentham", "Pilot" epizode, "Through the Looking Glass" i "The Constant". Epizoda Walkabout nalazila se na sličnim listama koje su izrađivali Los Angeles Times, TV Guide, National Post i ABC2.

## Vanjske poveznice
- "Walkabout"  Arhivirana inačica izvorne stranice od 4. ožujka 2011. (Wayback Machine) na ABC-u